# Нагорський Станіслав
Станіслав Нагорський (пол. Stanisław Nahorski; 1826 — 30 листопада (12 грудня) 1896) — польський адвокат, громадсько-політичний діяч міста Гродно. Був другим чоловіком відомої польської письменниці та громадського діяча Елізи Ожешко.
Станіслав Нагорський право студіював у польських університетах. До 1866 року керував секретаріатом гродзенського господарського суду. В 1883 році став старшиною Гродзенського товариства доброзичливівців (меценатів та громадських діячів). В 80-х роках того ж століття став упорядником та засновником міських польських громадських організацій.
Мешкав у своєму домі разом із дружиною Елізою Ожешко в будинку на Муравйовській — який став осередком культури та мистецтва тогочасного Гродно. І навіть уже задовго по їх смерті, в комуністично-соціалістичні часи — цей заклад перебуває на особливому рахунку громади — в ньому містилися регіональне відділення Союзу письменників Білорусі, бібліотека та кільтурний центр. Наразі, завдяки бережливому ставленню Станіслава Нагорського до речей, які залишила по собі Еліза Ожешко, було сформовано музейну експозицію цієї відомої письменниці, а за сотні років вона доповнилася й перетворилася на музейну — в цьому ж будинку-музеї Елізи Ожешко.
Станіслав Нагорський помер 12 грудня 1896 року й був похований разом з своєю дружиною (в одній могилі) на польському меморіальному цвинтарі в місті Гродно.